# Kartel narkotykowy

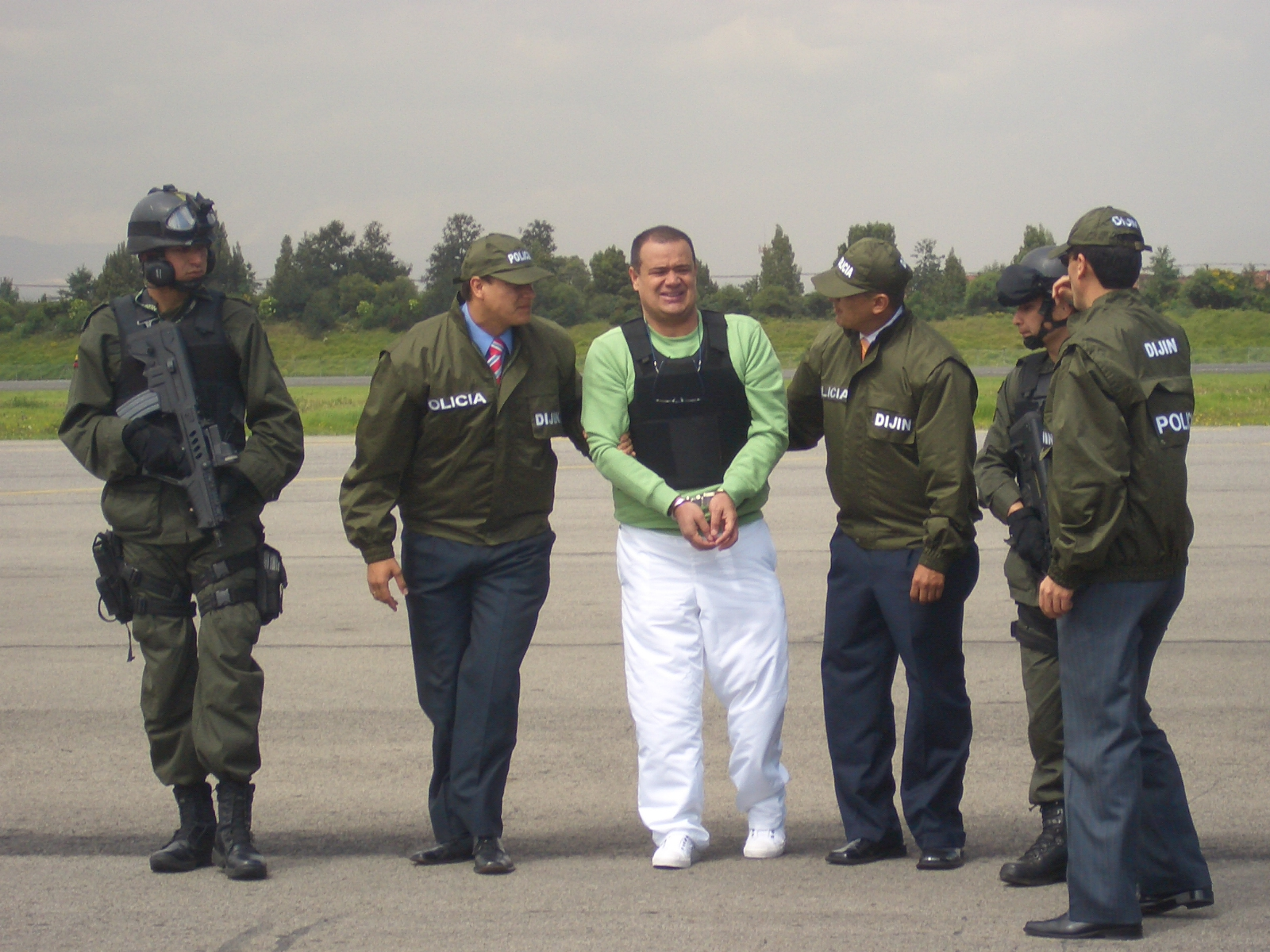
Aresztowanie „Rasguno”- jednego z przywódców kolumbijskiego kartelu narkotykowego „Northe Valle”.

Kartel narkotykowy – forma współdziałania organizacji zajmujących się produkcją, przemytem i sprzedażą narkotyków. Zazwyczaj ma na celu opanowanie rynku, ustalenie jednolitych cen czy efektywności i bezpieczeństwa transportu. Stanowi to utrudnienie dla organów zwalczających obrót nielegalnymi substancjami. Szczególnie niebezpiecznym rezultatem takiego działania jest możliwość masowego, zbrojnego przeciwstawienia się policji czy nawet wojsku (jak miało to miejsce np. w Kingston w maju 2010 roku), dzięki powiązaniom z przemytnikami broni bądź lokalnymi partyzantami – Guerillas. Swoją działalność rozwijają szczególnie w krajach Ameryki Południowej (Brazylia), Ameryki Środkowej (Meksyk, Jamajka, Trynidad i Tobago), Południowej Azji, lecz również i w większych miastach Stanów Zjednoczonych.

## Ważne kartele
Do ważniejszych karteli narkotykowych zaliczają się:
- kolumbijskie: kartel z Medellín, kartel z Cali,
- meksykańskie: Cartel del Golfo(inne języki) (z Matamoros), Juárez Cartel(inne języki) (z Ciudad Juárez) i Sinaloa Cartel(inne języki) (z Culiacán), Los Zetas, Tijuana Cartel, La Familia Cartel, Los Caballeros Templarios oraz Beltrán Leyva Cartel,
- jamajski Shower Posse,
- amerykańskie: mafia meksykańska, Nuestra Familia, Bractwo Aryjskie, Mara Salvatrucha (MS-13), Sureños 13, Norteños 14, Barrio 18(inne języki), Mexikanemi (z Teksasu),
- rosyjskie: mafia rosyjska(inne języki), mafia czeczeńska, gang Tambov, Mafia sołncewska,
- włoskie: Cosa Nostra, ’Ndrangheta, Camorra, La Stidda (z Sycylii), Sacra Corona Unita, Mala del Brenta (z Wenecji), Basilischi Mafia, Nuova Famiglia Salentina, Rosa dei Venti, Remo Lecce Libera, Società foggiana, Clan dei Casamonica,
- japońskie: Yakuza, Kyushu Seido-kai, Dojin-kai,
- chińskie Triady